# Poul Dalsager
Poul Dalsager (Hjørring, Dinamarca 1929 - íd. 2001) fou un polític danès que fou membre de la Comissió Europea entre 1981 i 1985.

## Biografia
Va néixer el 5 de març de 1929 a la ciutat de Hjørring, de la qual fou alcalde. Morí el 2 de maig de l'any 2001 en aquesta mateixa ciutat.

## Activitat política
Membre del Partit Socialista (PS), el febrer de 1975 fou nomenat Ministre d'Agricultura i Pesca en el govern de Anker Jørgensen, càrrec que desenvolupà fins a l'agost de 1978. En el nou govern de Jørgensen entre octubre de 1979 i gener de 1981 li foren atorgades novament aquestes dues carteres.
El gener de 1981 fou nomenat membre de la Comissió Europea en substitució de Finn Olav Gundelach, esdevenint Comissari Europeu d'Agricultura i Assumptes Pesquers, càrrecs que ocupà fins al gener de 1985.